# Stefan Ustorf
Stefan Ustorf (* 3. Januar 1974 in Kaufbeuren) ist ein deutscher Eishockeyfunktionär und ehemaliger Eishockeyspieler. Seit März 2021 ist er Sportdirektor des DEL-Vereins Nürnberg Ice Tigers. Sein Vater ist der ehemalige Eishockeyspieler und Trainer Peter Ustorf. Stefan Ustorf wurde 2016 in die Eishockey-Hall of Fame Deutschland aufgenommen.

## Spielerkarriere

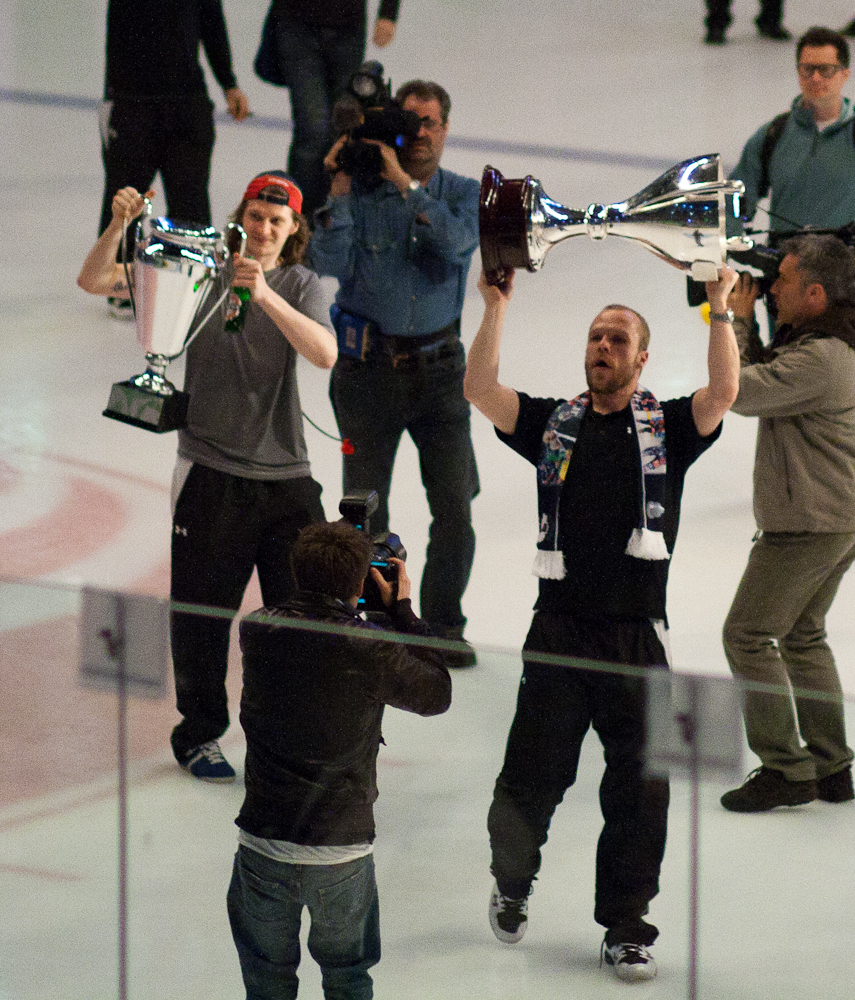
Stefan Ustorf präsentiert den Meisterpokal 2011, dahinter Alexander Weiß mit der European Trophy

Der 1,81 Meter große Center begann seine Profikarriere bei seinem Heimatverein ESV Kaufbeuren und spielte für diesen von 1991 bis 1994 drei Spielzeiten in der Eishockey-Bundesliga. Danach wechselte Ustorf nach Nordamerika, wo er sich in der National Hockey League bei den Washington Capitals, die ihn als 53. beim NHL Entry Draft 1992 gewählt hatten, durchzusetzen versuchte. Nach einer kompletten Saison beim Farmteam Portland Pirates in der American Hockey League pendelte der Linksschütze in den beiden Folgespielzeiten zwischen der Pirates und den Washington Capitals. In dieser Zeit bestritt er 59 NHL-Spiele für die Hauptstädter.
1997 schloss der Angreifer sich den Berlin Capitals aus der DEL an, deren Trainer und Manager zu dieser Zeit Ustorfs Vater Peter war. Nach der Spielzeit kehrte Ustorf nach Nordamerika zurück, wo er bei verschiedenen Clubs in der International Hockey League spielte.
2001 wechselte der Stürmer zurück in die DEL und spielte anschließend zwei Spielzeiten lang für die Adler Mannheim. Im Oktober 2003 wurden Mannschaftskapitän Ustorf sowie sein Assistent Yves Racine von der Vereinsführung der Adler entlassen, die damit auf den erfolglosen Saisonstart der Adler reagieren wollten. Den Rest der Saison stand Stefan Ustorf im Kader des Ligakonkurrenten Krefeld Pinguine.
Ab 2004 spielte der Angreifer für die Eisbären Berlin, mit denen er 2005, 2006, 2008, 2009, 2011 und 2012 Deutscher Meister und zudem 2008 Pokalsieger werden konnte.

### International
Stefan Ustorf war Kapitän der deutschen Eishockeynationalmannschaft und bestritt 121 Spiele für diese. Nach der WM 2006 gab er seinen Rücktritt bekannt, kehrte aber zur WM 2008 wieder in die Nationalmannschaft zurück. Am 2. September 2008 erfolgte mit 128 Länderspielen der endgültige Rücktritt des Angreifers aus der Nationalmannschaft.

### Karriereende
Anfang Dezember 2011 erlitt Ustorf nach einem Check im Spiel gegen Hannover ein Schädel-Hirn-Trauma, das sein Karriereende befürchten ließ. Auch vierzehn Monate später litt er noch unter den Folgen und konnte keinen Sport betreiben.

„Mir geht es vor allem im Kopf unverändert sehr schlecht. Dadurch spüre ich, wie nach und nach auch mein Körper auseinanderfällt, […] mir war es nicht bewusst, wie schlecht meine Verfassung werden kann, weil ich nicht mehr trainieren, mich nicht mehr körperlich fithalten kann.“

Am 7. März 2013 gab Ustorf letztendlich auf Grund der Verletzung sein offizielles Karriereende bekannt. In einem Interview mit der Zeitung Neues Deutschland im Februar 2016 berichtete Ustorf, dass er auch Jahre nach dem Ende seiner Spielerlaufbahn noch unter den Folgen des erlittenen Schädel-Hirn-Traumas leide.

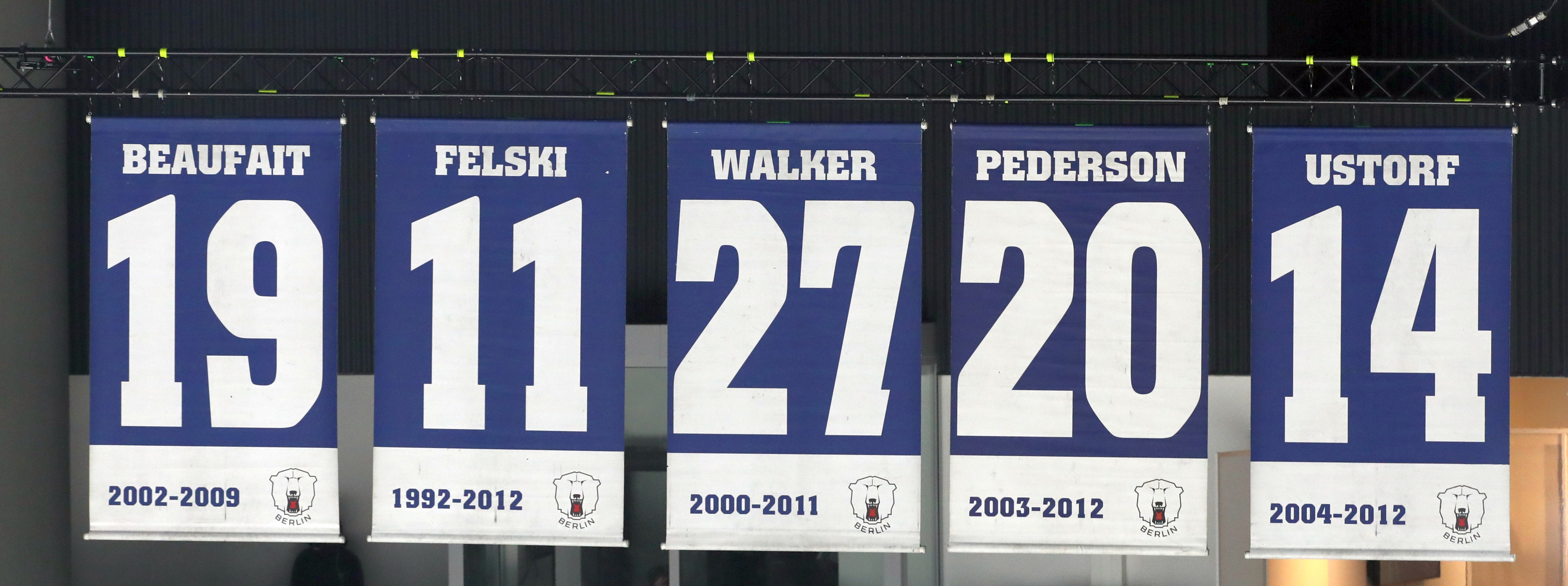
Ustorfs Trikot unter dem Hallendach der Berliner Mercedes-Benz Arena

Am 28. Dezember 2016 wurde ein übergroßes Trikot mit Ustorfs Nummer 14 unter die Decke der Eisbären-Heimhalle gezogen. Um seine Verdienste und Erfolge für den Verein zu ehren, wird seine Nummer bei den Berlinern nicht mehr vergeben.

## Erfolge und Auszeichnungen
- 2002 Teilnahme am DEL All-Star Game
- 2005 Teilnahme am DEL All-Star Game
- 2005 Deutscher Meister mit den Eisbären Berlin
- 2006 Deutscher Meister mit den Eisbären Berlin
- 2008 Deutscher Pokalsieger mit den Eisbären Berlin
- 2008 Deutscher Meister mit den Eisbären Berlin
- 2009 Teilnahme am DEL All-Star Game
- 2009 Deutscher Meister mit den Eisbären Berlin
- 2011 Deutscher Meister mit den Eisbären Berlin
- 2012 Deutscher Meister mit den Eisbären Berlin

## Funktionärskarriere
Am 10. Mai 2014 gaben die Eisbären Berlin bekannt, dass Ustorf im Juli desselben Jahres das Amt des Sportlichen Leiters antreten würde. Im Mai 2017 wechselte er bei den Eisbären auf den Posten des Verantwortlichen für die Spielerentwicklung und -sichtung. Zudem arbeitete er als Scout für die Los Angeles Kings. 
Mitte Dezember 2019 kam es mit sofortiger Wirkung zur Trennung zwischen Ustorf und den Berlinern. Zuvor war Ustorf vom Verein mitgeteilt worden, dass sein am Ende des Spieljahres 2019/20 auslaufender Vertrag nicht verlängert werden würde, woraufhin Ustorf um die Freigabe ansuchte. Gegenüber der Zeitung Der Tagesspiegel äußerte Ustorf, man könne nicht sagen, „dass das in gegenseitigem Einverständnis erfolgt ist“ und verlieh seiner Enttäuschung Ausdruck.
Am 14. März 2021 wurde Ustorf neuer Sportdirektor der Nürnberg Ice Tigers.

## Persönliches
Sein Sohn Jake spielte Eishockey in der DEL2 für den EHC Freiburg und steht seit Herbst 2021 bei dem von Ustorf als Sportdirektor begleiteten Verein Nürnberg Ice Tigers unter Vertrag.

## Karrierestatistik
(Legende zur Spielerstatistik: Sp oder GP = absolvierte Spiele; T oder G = erzielte Tore; V oder A = erzielte Assists; Pkt oder Pts = erzielte Scorerpunkte; SM oder PIM = erhaltene Strafminuten; +/− = Plus/Minus-Bilanz; PP = erzielte Überzahltore; SH = erzielte Unterzahltore; GW = erzielte Siegtore; 1 Play-downs/Relegation; Kursiv: Statistik nicht vollständig)